# Karczma w Ptaszkowie
Karczma w Ptaszkowie – zabytkowy budynek, znajdujący się w Ptaszkowie. Położony jest przy skrzyżowaniu drogi krajowej nr 32, łączącej Poznań z Zieloną Górą, z drogą prowadzącą do centrum wsi.
W 1953 r. karczmę wpisano do rejestru zabytków.
W 1975 r. odrestaurowano ją, nakładem miejscowego PGR, do którego należała. Wnętrze zostało urządzone w stylu ludowym. W 1996 r. budynek nadal pełnił oryginalną funkcję.

## Architektura
Karczma w Ptaszkowie to murowany z cegły, otynkowany, jednokondygnacyjny budynek. Został skonstruowany na planie prostokąta, z jednotraktowym układem pomieszczeń. Szczyty wykonano z drewna.
Elewacja frontowa (zachodnia) jest pięcioosiowa, z arkadowym gankiem, opartym na dwóch filarach.
Dach budynku jest dwuspadowy, naczółkowy, kryty dachówką karpiówką.
Powierzchnia użytkowa budynku wynosi 119,4 m², kubatura liczy 273,5 m³. W 1987 r. budynek wyposażony był w ogrzewanie oraz instalacje: elektryczną oraz wodno-kanalizacyjną.

## Galeria

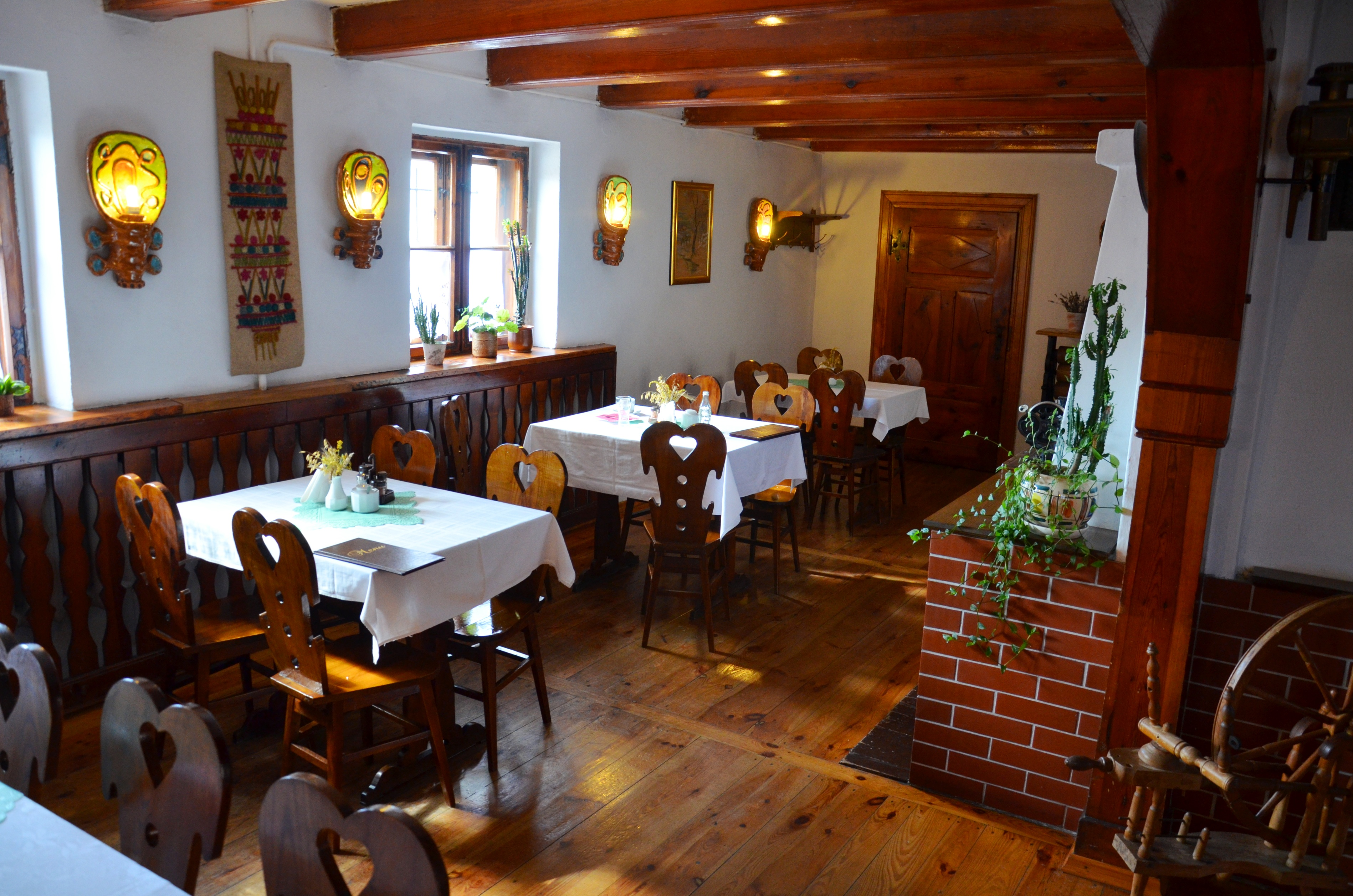
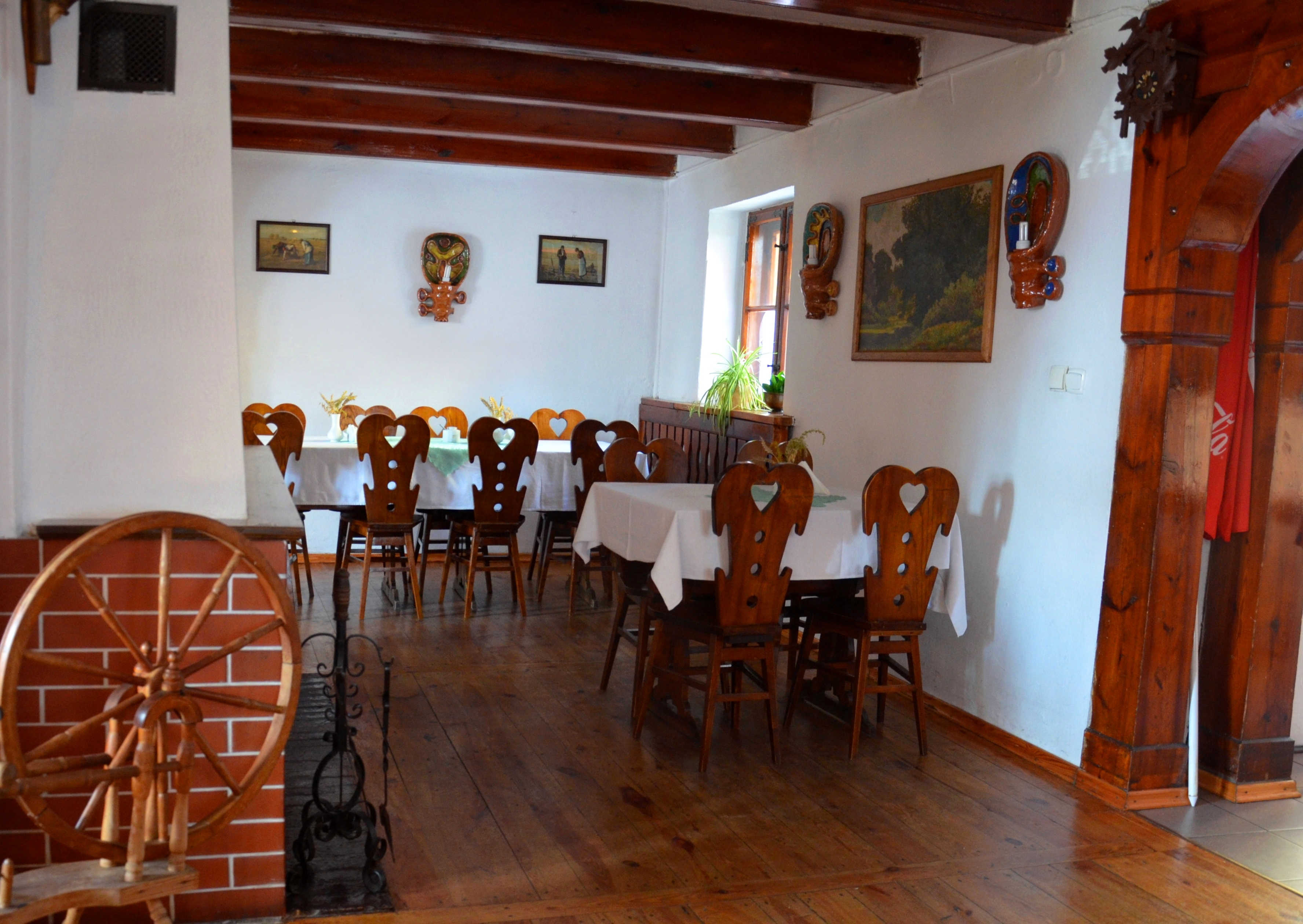
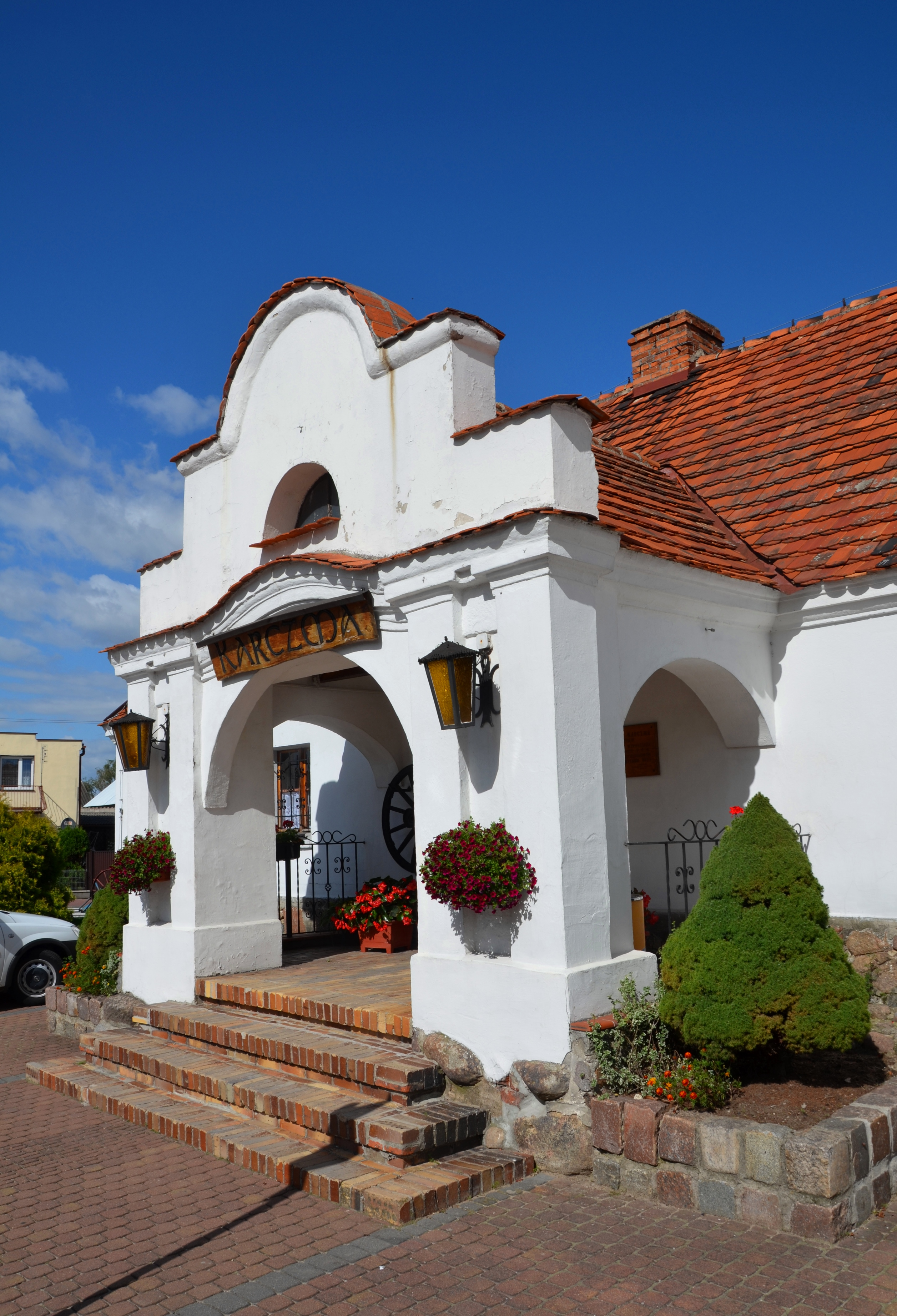
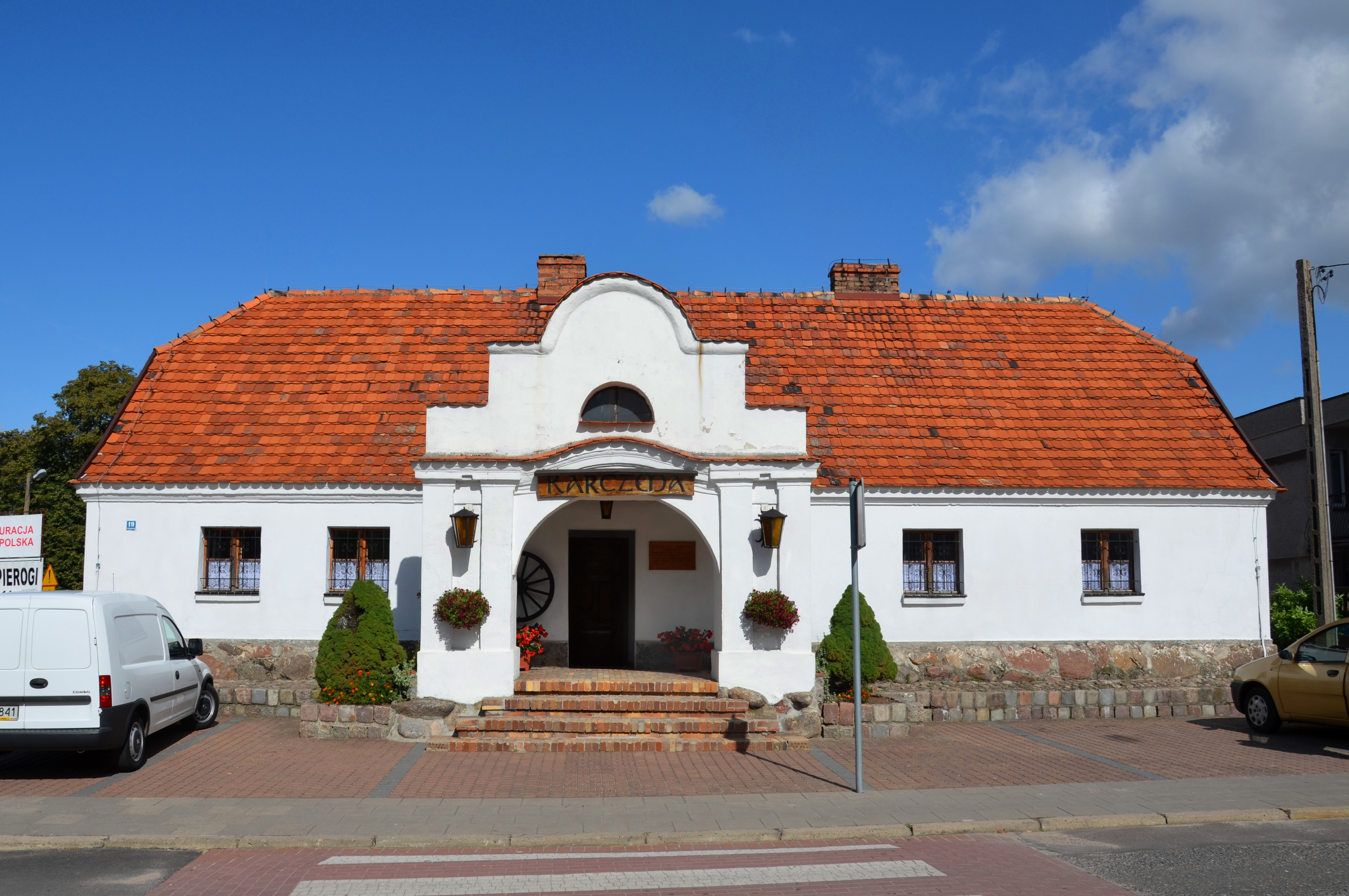